# 马达瓦斯卡共和国
马达瓦斯卡共和国（英語：Republic of Madawaska）是北美洲历史上的一个共和国，位于今加拿大新不伦瑞克省马达瓦斯卡县西北角（又称“新不伦瑞克狭角”）和美国缅因州阿鲁斯图克县以及加拿大魁北克省的毗邻地区。
“马达瓦斯卡”一词源自米克马克语词语“madawas”（意为“……之地”）和“kak”（意为“豪猪”）；因此，“马达瓦斯卡”意为“豪猪之国”。马达瓦斯卡河流经该地区，在新不伦瑞克省的埃德蒙兹顿和缅因州的马达瓦斯卡汇入圣约翰河。